# Clyde Sefton
Kevin „Clyde” Sefton (ur. 20 stycznia 1951 w South Purrumbete) – australijski kolarz szosowy, wicemistrz olimpijski.

## Kariera
Największy sukces w karierze Clyde Sefton osiągnął w 1972 roku, kiedy zdobył srebrny medal w indywidualnym wyścigu ze startu wspólnego podczas igrzysk olimpijskich w Monachium. W zawodach tych wyprzedził go jedynie Hennie Kuiper z Holandii, a trzecie miejsce zajął Hiszpan Jaime Huélamo, który został jednak zdyskwalifikowany za doping. Był to jedyny medal wywalczony przez Seftona na międzynarodowej imprezie tej rangi. Na tych samych igrzyskach drużyna Australii z Seftonem w składzie zajęła 17. pozycję w drużynowej jeździe na czas. W 1974 roku wystartował na igrzyskach Brytyjskiej Wspólnoty Narodów w Christchurch, gdzie zwyciężył w indywidualnym wyścigu ze startu wspólnego. Brał także udział w rozgrywanych dwa lata później igrzyskach olimpijskich w Montrealu, zajmując 28. miejsce indywidualnie oraz dziewiąte drużynowo. Ponadto zwyciężył w klasyfikacji generalnej Scottish Milk Race w 1973 roku, Herald Sun Tour w 1981 roku, a w 1978 roku był drugi w Giro della Romagna i Giro del Piemonte. Trzykrotnie zdobywał medale szosowych mistrzostw kraju, w tym dwa złote w indywidualnym wyścigu ze startu wspólnego w latach 1976 i 1981. Nigdy nie zdobył medalu na szosowych mistrzostwach świata.